# كيم دومينغو
كيم دومينغو هي صانعة فيديو ساخر ‏ وعارضة ومقدمة تلفزيونية وممثلة فلبينية، ولدت في 3 فبراير 1995 في مدينة كيزون في الفلبين.

## وصلات خارجية
- كيم دومينغو على موقع IMDb (الإنجليزية)